# كيسة تورنفالدت
كيسة تورنفالدت أو كيسة تورنفالد (بالإنجليزية: Tornwaldt cyst)‏ وتُسمى أيضاً الجراب البلعومي (بالإنجليزية: Bursa pharyngea)‏، هيَ كيسة حَميدة تَقع في الجُزء العلوي الخَلفي للبلعوم، ويُمكن مُشاهدتها من خلال التصوير المقطعي المحوسب أو التصوير بالرنين المغناطيسي للرأس، حيثُ تظهر على شكل كُتلة دائرية واضحة في منطقة الوَسط. العلاج لهذه الكيسة غير ضروري في مُعظم الحالات. تم وَصف هذه الكيسة للمرة الأولى من قبل غوستاف لودفيغ تورنفالدت.